# Genipa
Genipa là một chi thực vật có hoa trong họ Thiến thảo (Rubiaceae).

## Loài
Chi Genipa gồm các loài:

## Hình ảnh

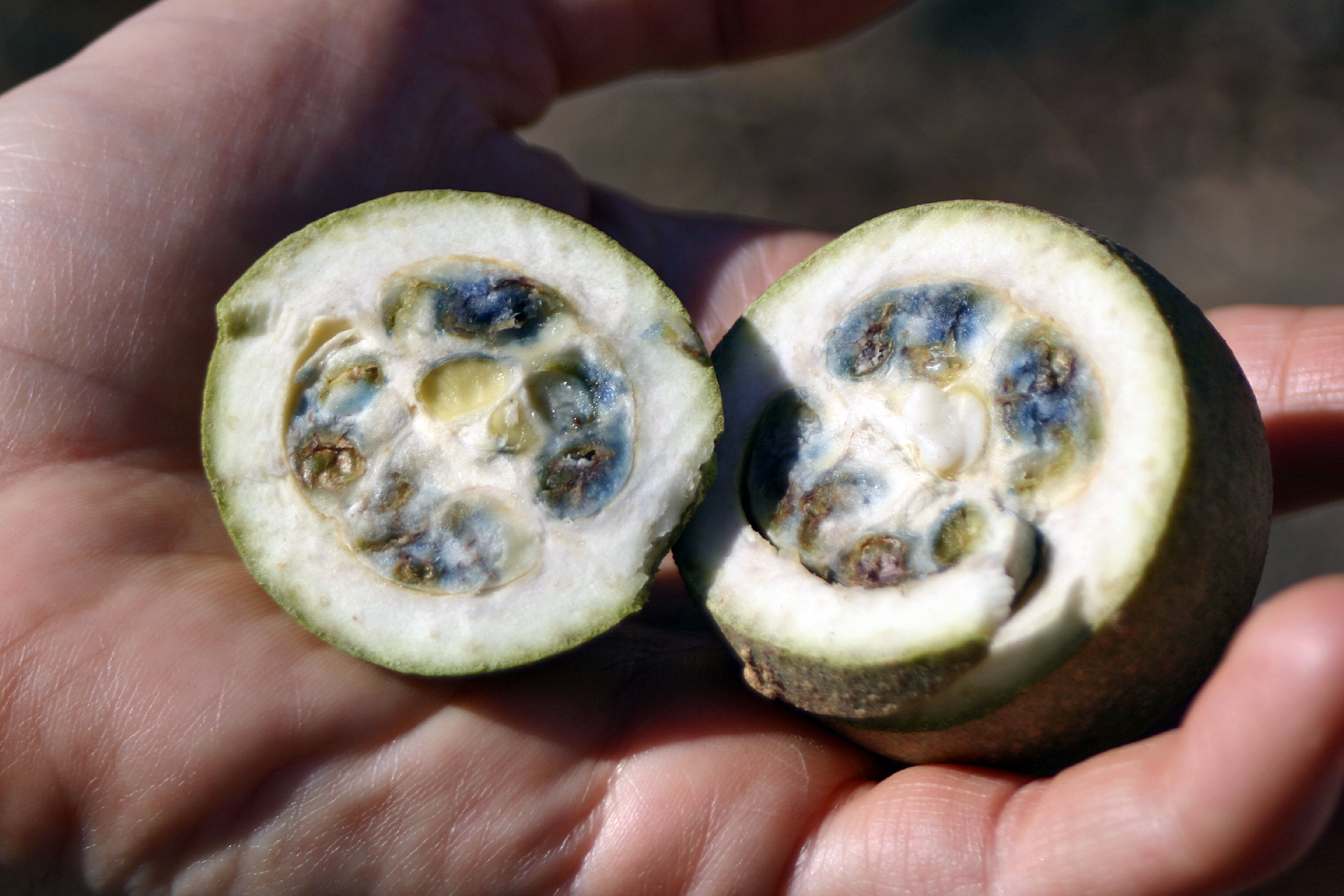
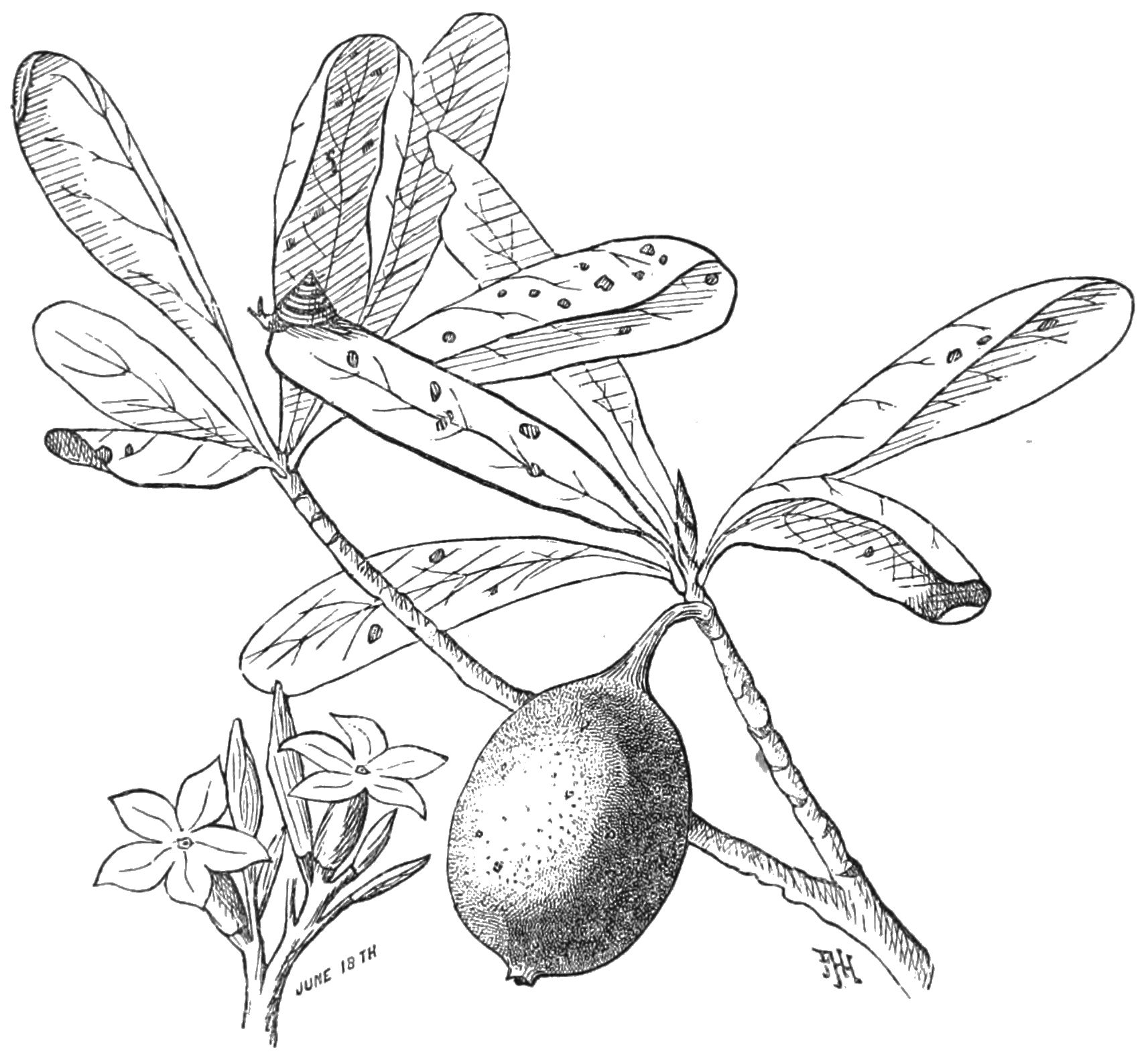
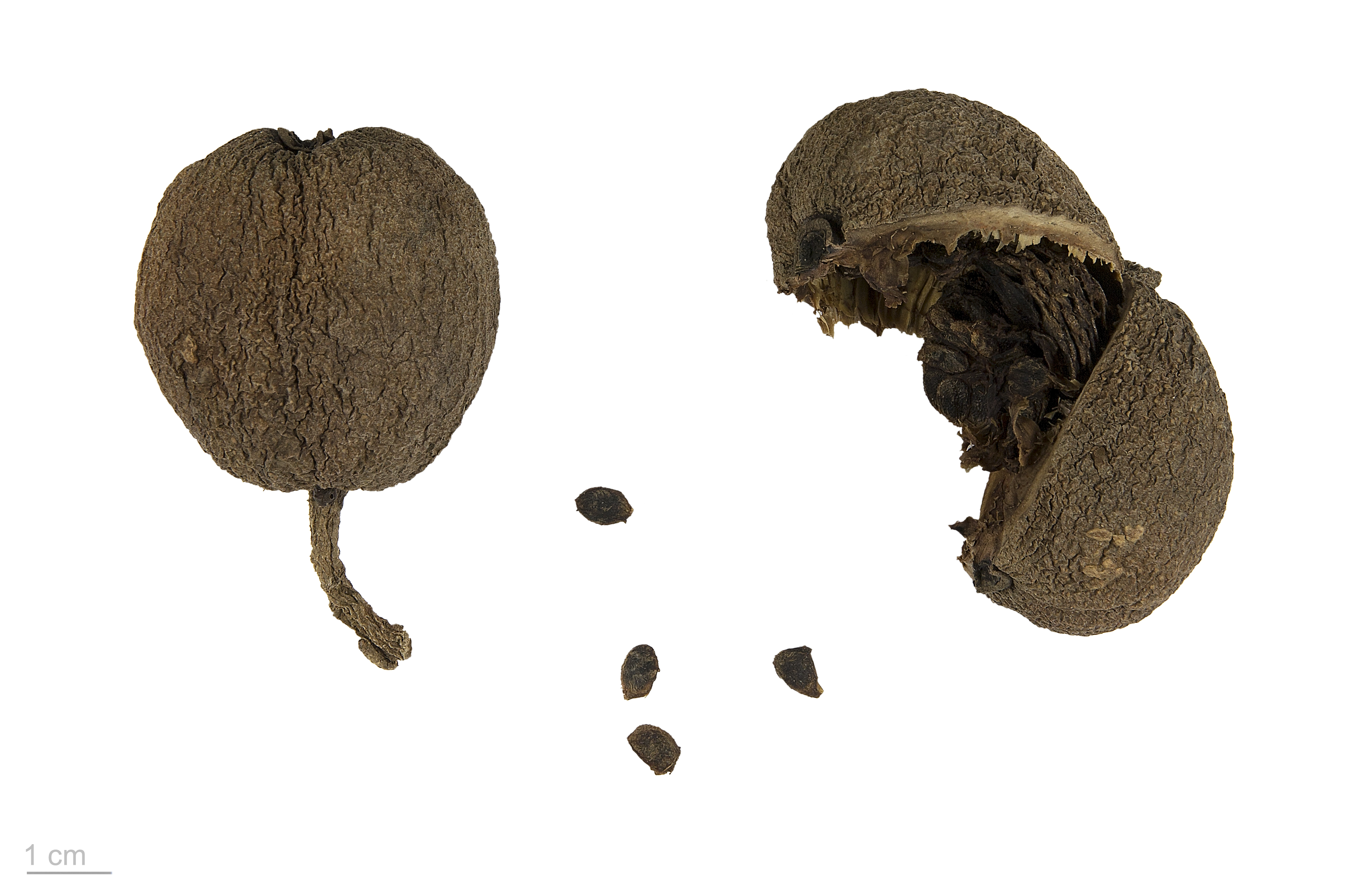
Genipa spruceana - Museum specimen